# Henri Lacordaire

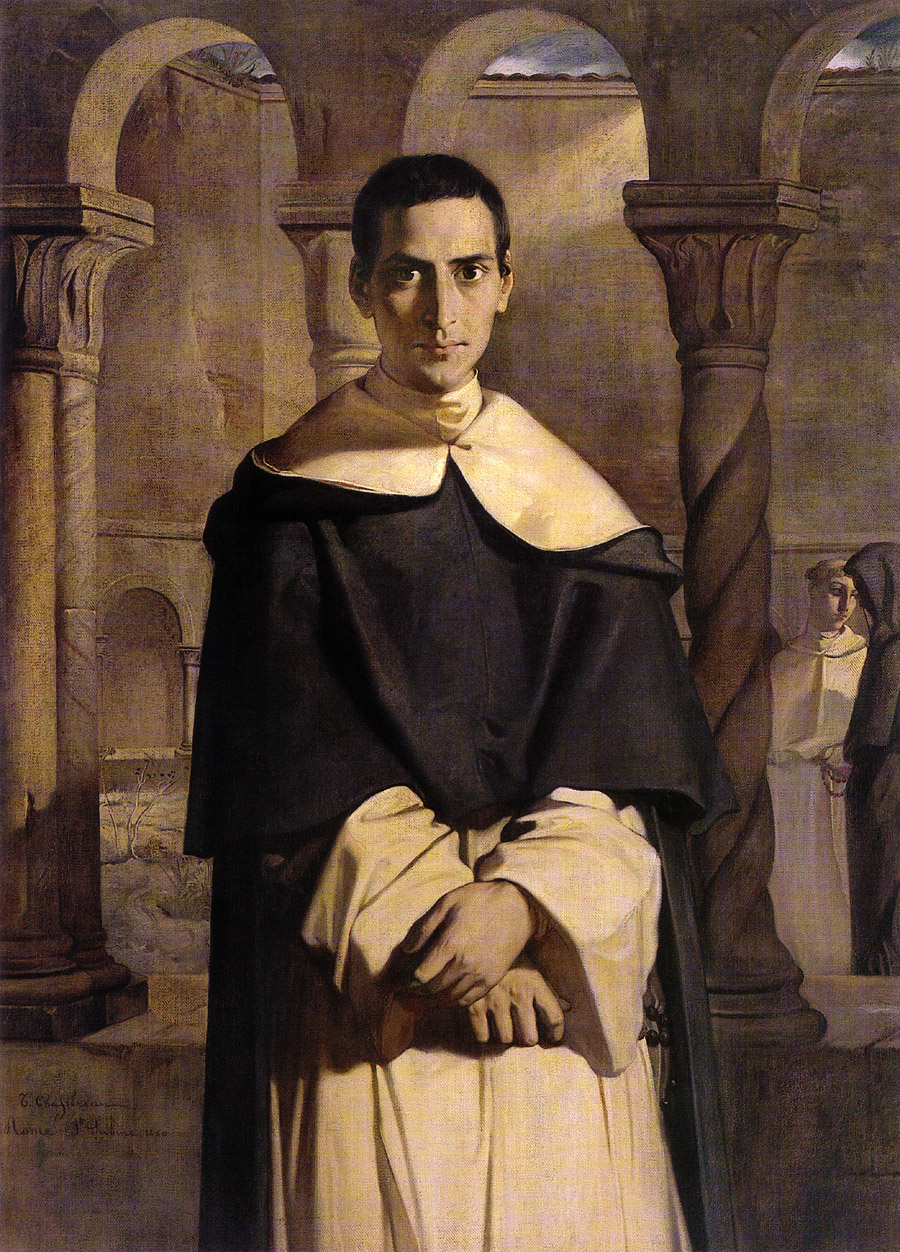
Henri-Dominique Lacordaire in Rome door Théodore Chassériau (1840), Louvremuseum

Jean-Baptiste-Henri Lacordaire, kloosternaam Henri-Dominique Lacordaire, (Recey-sur-Ource, 12 mei 1802 – Sorèze, 21 november 1861) was een Frans dominicaan, predikant, journalist, parlementslid en activist in dienst van de katholiek-liberale gedachten.

## Levensloop
Hij was een zoon van Nicolas Lacordaire, arts bij de Franse marine tijdens de Onafhankelijkheidsoorlog in de Verenigde Staten en die in 1806 overleed. In afwezigheid van de vader, werd hij in Dijon opgevoed door zijn moeder, Anne Dugied, dochter van een advocaat. Hij had drie broers, onder wie de entomoloog Théodore Lacordaire.
Tijdens zijn lyceumjaren verwijderde hij zich van het katholiek geloof. Hij ving de rechtenstudies aan en liet zich opmerken door zijn oratorische talenten. In 1822 vertrok hij naar Parijs en liet er zich kennen door succesvolle pleidooien in assisenzaken.
Een lange periode van twijfel mondde in 1824 uit op een bekering en Lacordaire besliste priester te worden. Hij kreeg een beurs vanwege de aartsbisschop van Parijs en trad binnen in het Saint-Sulpiceseminarie van Issy, en vanaf 1826 in het grootseminarie in Parijs. In 1827 werd hij priester gewijd.

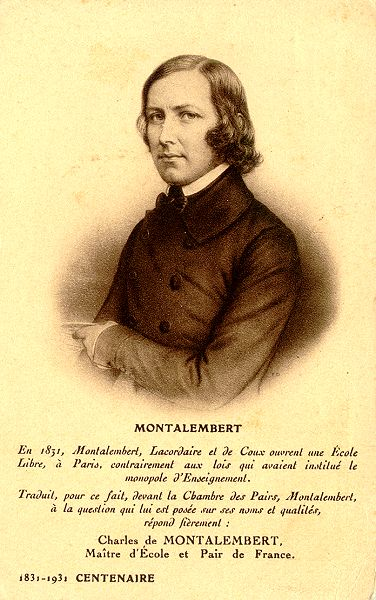
Charles de Montalembert

In mei 1830 werd hij uitgenodigd in La Chesnaie bij abbé Félicité de Lamennais, een van de geestelijke leiders van de katholieke jeugd in Frankrijk, die Lacordaire charmeerde door zijn enthousiasme en zijn liberale gedachten. Korte tijd daarop brak de Julirevolutie uit en met zijn vriend Charles de Montalembert en enkele anderen besloot Lacordaire zich bij die revolutie aan te sluiten en de integrale uitvoering te eisen van de Charte de 1830. Ze namen zich ook voor de revoluties te ondersteunen in België, Polen en Italië en ze stichtten de krant L'Avenir, die ultramontaans was en het gezag van de paus verdedigde en tegelijk liberaal was.
Lacordaire liet zich opmerken door zijn artikels over de vrijheid van mening, de persvrijheid, de vrijheid van onderwijs ook op universitair vlak. Hij eiste ook de volledige scheiding tussen kerk en staat. De hevigheid van de teksten in de krant, vooral die geschreven door Lamennais en Lacordaire kwamen slecht over bij Franse bisschoppen, die processen inspanden, maar die triomfantelijk door het duo gewonnen werden.
Om de daad bij het woord te voegen, opende Lacordaire in naam van de schoolvrijheid een school, die echter direct door de overheid gesloten werd. Hij procedeerde hierover maar verloor het pleit. Lacordaire, Lamennais en Montalembert trokken naar Rome om er de kwestie aan de paus voor te leggen, maar ze kwamen na een koele ontvangst van een kale reis terug. Op 15 augustus 1832 werden hun ideeën (zonder dat ze zelf werden vernoemd) veroordeeld in de encycliek Mirari Vos, onder meer wat betreft de gewetensvrijheid en de persvrijheid.
Lacordaire trok zich uit de strijd terug en publiceerde een brief waarbij hij zich aan het pauselijk gezag onderwierp. Na enige aarzeling deed Montalembert hetzelfde. Ze scheidden zich af van Lamennais die in 1834 kerkelijk veroordeeld werd voor zijn Paroles d'un Croyant. In zijn Considérations sur le système philosophique de M. de La Mennais, had Lacordaire het over zijn ontgoocheling aangaande de revolutie van 1830 en bevestigde hij zijn trouw aan de Kerk.
In januari 1833 maakte hij kennis met de Russische schrijfster en bekeerlinge Sophie Swetchine, die salon hield in Parijs en waar hij een frequente gast werd, naast onder meer Montalembert en Felix Dupanloup. Hun vriendschap gaf aanleiding tot een aanzienlijke briefwisseling.
In 1835 maakte hij kennis met barones de Prailly met wie hij eveneens een uitgebreide briefwisseling onderhield .

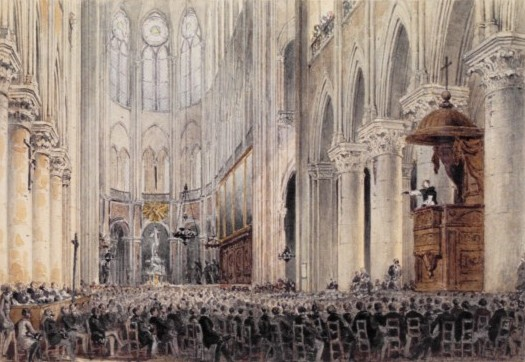
Lacordaire in de Notre-Dame omstreeks 1845, tekening door een anoniem (Bibliothèque nationale de France)

Stilaan kreeg zijn redenaarstalent bekendheid. In januari 1834, op uitnodiging van Frédéric Ozanam, gaf hij een reeks voordrachten voor de studenten in het Parijse Collège Stanislas. Het werd een groot succes, maar er steeg ook kritiek op, omdat hij vooral de nadruk legde op het thema van de vrijheid. De reeks werd als gevolg hiervan voortijdig beëindigd.
Dit belette niet dat de aartsbisschop van Parijs, Monseigneur de Quélen, hem zijn steun gaf en hem zelfs uitnodigde om in 1835 de vastenpreken te houden in de Notre-Dame. Het werd een groot succes, zodat hij ook het jaar daarop de preken hield. Zijn redenaarstalent, waarbij hij geloofsonderricht, filosofie en poëzie mengde, gaven aan zijn preken een vernieuwende inhoud.
Hij werd nochtans zwaar aangevallen, onder meer over bepaalde zwakheden in zijn theologische kennis. Hij besliste hierop zich in 1836 in Rome terug te trekken en er te studeren bij de jezuïeten. Hij publiceerde er zijn Lettre sur le Saint-Siège, waarin hij zijn ultramontaanse overtuigingen bevestigde.

## Heroprichting van de dominicanen in Frankrijk
In 1837, nadat dom Guéranger de orde van de benedictijnen weer hersteld had in Frankrijk, besliste Lacordaire hetzelfde te willen doen voor de dominicanen. Hij trad binnen in de orde van de predikheren, die in 1790 in Frankrijk opgeheven was. Deze in 1215 gestichte orde sprak hem aan omdat ze gesticht was om te onderwijzen en het geloof te prediken. Hij vond veel gaven in haar soepele regels, haar democratische bestuursregels en haar grote flexibiliteit. Daarbij kon het lidmaatschap van zo een orde hem grotere vrijheid bezorgen ten overstaan van het Franse episcopaat waar hij vaak mee in oppositie was.
In zijn activiteit voor heroprichting werd Lacordaire gesteund door paus Gregorius XVI en door de algemene overste van de dominicanen, pater Ancarani, die hem een Romeins klooster ter beschikking stelde om er de eerste Franse novicen op te leiden. In september 1838 keerde hij naar Frankrijk terug en publiceerde er zijn Mémoire pour le rétablissement en France des Frères Prêcheurs (1839).
Op 9 april 1839 trad hij in Rome zelf toe tot de orde van de predikheren en nam de kloosternaam Dominicus aan. Het jaar daarop sprak hij eeuwige geloften uit. Ondertussen ging hij verder met zijn theologische studies.
In 1841 keerde hij naar Frankrijk terug, gekleed in de (theoretisch verboden) monnikspij van de dominicanen. Hij was dat jaar opnieuw de gevierde vastenpredikant in de Notre-Dame. Hij stichtte weldra kloosters van dominicanen doorheen Frankrijk, onder meer in Nancy (1843), Chalais (Isère) (1844), en Parijs (1849).
In 1850 werd de Franse provincie van de dominicanen officieel heropgericht en Lacordaire tot provinciaal overste benoemd. Er kwam echter weldra oppositie tegen hem vanwege zijn tweede in bevel, Alexandre Vincent Jandel, die een veel strengere toepassing van de regels voorstond. Lacordaire was van oordeel dat kloosterwetten de vrijheid van prediking en onderricht niet mochten in de weg staan.

## Laatste levensjaren

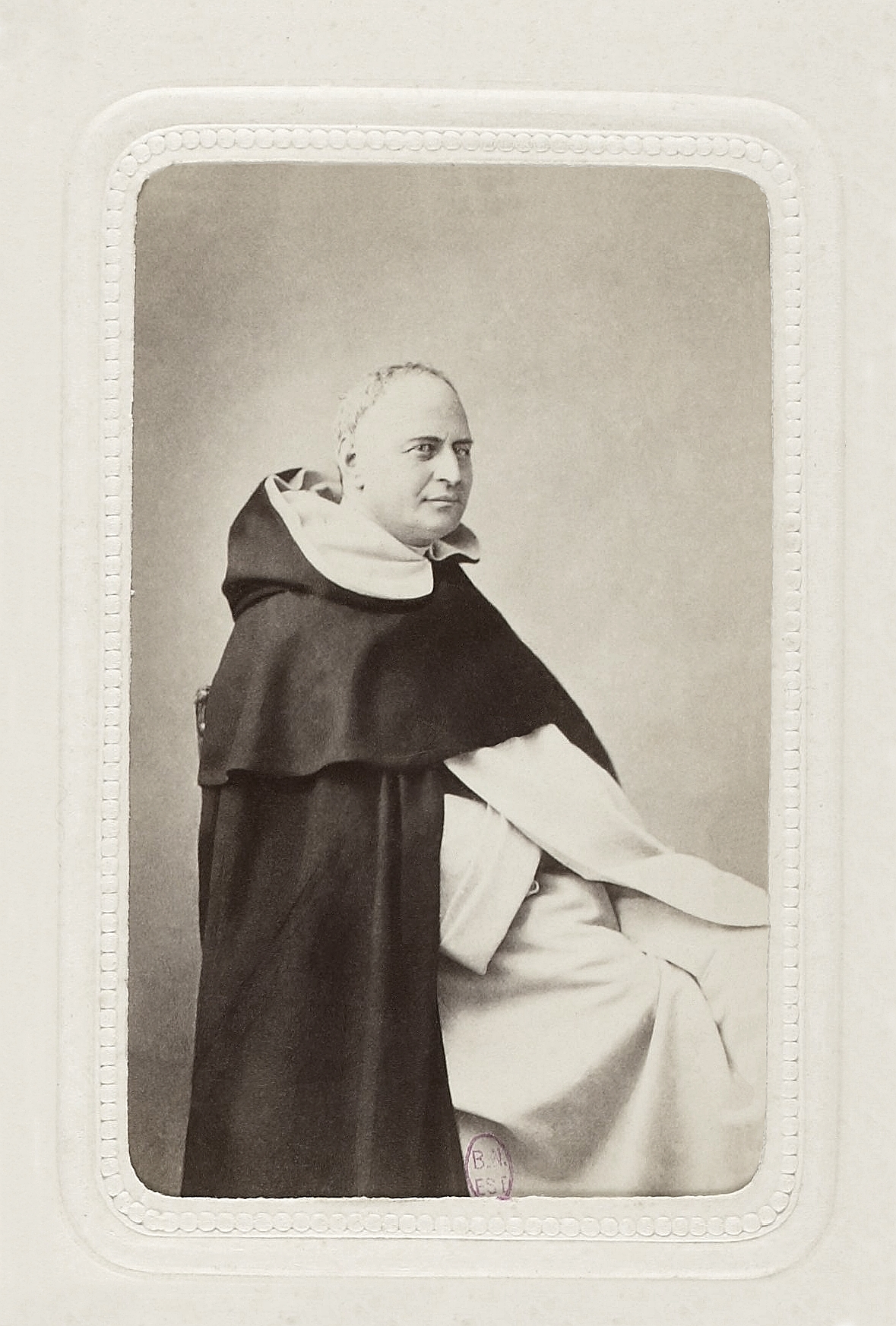
Lacordaire, ca.1855

De laatste levensjaren van Lacordaire werden bezwaard door de disputen binnen de dominicaanse kerkprovincie, evenals door de ontgoochelingen die hij opliep op het politieke vlak.
Nadat hij lange jaren een opponent was geweest van de Julimonarchie, begroette hij enthousiast de revolutie van 1848 en de installatie van de Tweede Republiek. Samen met Henri Ozanam stichtte hij een nieuwe krant l'Ère nouvelle, die opnieuw sterk de vrijheid voorstond, ook ten voordele van de katholieke kerk.
Er werd gekozen voor een nieuw parlement en Lacordaire werd door de kiezers van Marseille naar deze constituante gestuurd. Hij was voorstander van de republikeinse staatsvorm en ging uiterst links zetelen. Hij bleef echter maar heel kort, want de onlusten van mei 1848 en de repressie die er op volgde waren voor hem te veel en hij nam ontslag.
Hij was een tegenstander van de staatsgreep van 2 december 1851 door Napoleon III, die naar zijn oordeel inging tegen de ideeën van vrijheid en tegen alles wat hij voorstond. Hij trok zich toen terug uit het openbare leven. Zijn laatste levensjaren besteedde hij aan de opvoeding van de jeugd, onder meer als directeur van het Collège Saint Thomas d'Aquin in Oullins bij Lyon en de École militaire de Sorèze, in de Tarn.
In 1860 werd hij verkozen tot lid van de Académie française, waar hij Alexis de Tocqueville opvolgde. Zijn intrede werd een evenement waar, ondanks de gekende antikeizersgezindheid van Lacordaire, ook keizerin Eugenie op aanwezig was. Hij was niet meer in de mogelijkheid om bij te dragen tot de activiteiten van de Academie en overleed weldra.

## Publicaties
Het oeuvre van Lacordaire bestaat in ruime mate uit de briefwisseling die hij naliet en die na zijn dood werd gepubliceerd. De voornaamste introducties hiertoe zijn:
- Correspondance, établi par Guy Bedouelle et Christoph-Alois Martin.
  - Tome I, 1816-1839. éd. du Cerf, Paris & éd. universitaires, Fribourg, 2001. ISBN 2-204-06926-4 & ISBN 2-8271-0835-6.
  - Tome II, 1840-1846 , éd. du Cerf, Paris & éd. universitaires, Fribourg, 2007.

Voor de brieven na 1846:
- Correspondance du R. P. Lacordaire et de Mme Swetchine, publiée par le Comte de Falloux, Didier, Paris, 1864.
- Lettres du R. P. Lacordaire avec Mme la baronne de Prailly, Chocarne, éd. Poussièlgue Frères, 1885.
- Lacordaire, Montalembert : Correspondance inédite : 1830-1861. Textes réunis, classés et annotés par Louis Le Guillou, révision du texte et des notes par André Duval, préf. de José Cabanis, éd. du Cerf, Paris, 1989, ISBN 2-204-02899-1.

Men vindt de meeste geschriften van Lacordaire in de Verzamelde werken, gepubliceerd in 1872, die online consulteerbaar zijn op Gallica.
- I. Vie de Saint Dominique.
- II. Conférences de Notre-Dame de Paris, années 1835, 1836, 1843.
- III. Conférences de Notre-Dame de Paris, années 1844, 1845.
- IV. Conférences de Notre-Dame de Paris, années 1846, 1848.
- V. Conférences de Notre-Dame de Paris, années 1849, 1850.
- VI. Conférences de Notre-Dame de Paris et Conférences de Toulouse, années 1851, 1854.
- VII. Œuvres philosophiques et politiques.
- VIII. Notices et panégyriques.
- IX. Mélanges.

Verder:
- Le Testament du P. Lacordaire publié par le comte de Montalembert, C. Douniol, Paris, 1870.
- Œuvres du R. P. Henri-Dominique Lacordaire, Poussielgue frères, Paris, 1872, 9 volumes.
- Sainte Marie-Madeleine, éd. du Cerf, Paris, 2005, ISBN 2-204-07894-8.